# نینا مای مک‌کینی
نینا مای مک‌کینی (انگلیسی: Nina Mae McKinney؛ ۱۳ ژوئن ۱۹۱۲ – ۳ مهٔ ۱۹۶۷) یک هنرپیشه اهل ایالات متحده آمریکا بود.